# Batang Tanggal Baru
Batang Tanggal Baru is een bestuurslaag in het regentschap Padang Lawas van de provincie Noord-Sumatra, Indonesië. Batang Tanggal Baru telt 332 inwoners (volkstelling 2010).